# روي وودز
روي وودز هو رابر كندي، ولد في 18 أبريل 1996 في برامبتون في كندا.

## وصلات خارجية
- روي وودز على موقع ميوزك برينز (الإنجليزية)
- روي وودز على موقع أول ميوزيك (الإنجليزية)
- روي وودز على موقع ديسكوغز (الإنجليزية)